# Konsociationell demokrati
Konsociationell demokrati är en beteckning som används på en sorts styrelseskick som skiljer sig väsentligt från Westminster-/majoritetsmodellen. Sistnämnda modell koncentrerar makten till det parlamentariska majoritetspartiet, något som skulle kunna fungera och accepteras i ett homogent samhälle, där politisk debatt ofta bara handlar om en konfliktlinje, den ekonomiska, och där ståndpunkterna formas utifrån ”mer eller mindre”, inte ”antingen/eller”. I ett heterogent samhälle som Nordirland, där konfliktlinjerna är starkare, dömde majoritetsmodellen den katolska minoriteten till långvarig politisk maktlöshet – och det blev uppror. Budskapet från det splittrade Nordirland var att i dylika samhällen är brobyggande och maktdelning viktigare för demokratisk stabilitet än klara politiska ansvarsförhållanden.
Arend Lijphart pekar på de konsociationella demokratierna – eller konsensusmodellen – som ett alternativ till majoritetsmodellen. Nederländerna, Belgien, Schweiz och Österrike är länder som traditionellt har haft ett sådant styrelseskick. Lijphart drar fram åtta idealtypiska kännetecken på konsensusmodellen, som alla representerar en antites till motsvarande kännetecken i majoritetsmodellen:
- Den utövande makten är delad mellan flera partier som sitter tillsammans i en storkoalition som består av fler partier än vad som är nödvändigt för att få majoritet i parlamentet.
- Det är en formell och reell maktdelning mellan utövande myndighet och parlament.
- Parlamentet består av två kamrar, med i det närmaste lika makt, och valda utifrån olika principer (så att de kan ha olika sammansättning) och där minoriteter ofta är mer överrepresenterade i den ena kammaren.
- Det är ett flerpartisystem.
- Det är ett flerdimensionellt konfliktmönster där mer än ett sakområde dominerar i den politiska debatten.
- Ett proportionellt valsystem.
- En starkt decentraliserad statsmakt och gärna federala system.
- En skriftlig konstitution som ger minoriteten vetorätt mot ändringar.